# Каваклийско македоно-одринско благотворително братство
Каваклийското македоно-одринско културно-просветно родолюбиво дружество „Илинден“ е организация на бежанците от областта Македония и Тракия, установили се в Кавакли.

## История
На 12 октомври 1924 година е основано Каваклийското македонско благотворително братство „Беласица“, а в настоятелството му влизат Диньо Мутафчиев (председател), Петър Стоянов (подпредседател), Георги Попдимитров (секретар), Андон Наков (касиер) и съветници Спиро Ангелов, Илия Попдимитров и Велко Стоянов. В контролната комисия са Т. Николов (председател), Илия Димитров и Ангел Димитров.
Преосновано е на 27 декември 1942 година от 21 учредители, които избират управително тяло в състав Иван Ст. Масакчиев (председател) и Бойко Янев (подпредседател), Божин Ант. Илков (секретар), Борин Ат. УРджанов (касиер), Корю Т. Пастрилов (член), а Груд Георгиев, Янчо Д. Никинов и Петър Иванов Узунов са запасни членове. В контролната комисия влизат Димитър П. Бакалов (председател), Стамат Куртев (секретар) и Мирчо Н. Табаков (член).